# Metelimumab
Metelimumab (CAT-192) là một kháng thể đơn dòng IgG4 ở người có tác dụng trung hòa TGF beta 1 đã được chọn để phát triển thêm để điều trị bệnh xơ cứng hệ thống lan tỏa, còn được gọi là xơ cứng bì. Nó đã bị loại bỏ khỏi sự phát triển hơn nữa có lợi cho fresolimumab, hiện đang được Genzyme phát triển.

## Lịch sử
Metelimumab được phân lập bởi Công nghệ kháng thể Cambridge (CAT) bằng công nghệ hiển thị phage của nó. Năm 2000, CAT đã ký một thỏa thuận hợp tác với Genzyme để phát triển thêm các kháng thể beta TGF.
Năm 2004, CAT và Genzyme tiết lộ rằng các thử nghiệm metelimumab giai đoạn I/II đối với bệnh xơ cứng bì cho thấy kháng thể này an toàn và dung nạp tốt ở tất cả các mức liều, mặc dù không thể đưa ra kết luận nào về hiệu quả của hợp chất.
Các thử nghiệm ban đầu nhắm vào tình trạng xơ cứng da , nhưng sau một số kết quả thử nghiệm lâm sàng không thành công, sản phẩm đã bị loại bỏ vì fresolimumab, hiện đang được Genzyme phát triển.